# Sauris rubriplaga
Sauris rubriplaga là một loài bướm đêm trong họ Geometridae.